# Municipio de Greenfield (condado de Orange)
El municipio de Greenfield (en inglés: Greenfield Township) es un municipio ubicado en el condado de Orange en el estado estadounidense de Indiana. En el año 2010 tenía una población de 730 habitantes y una densidad poblacional de 6,53 personas por km².

## Geografía
El municipio de Greenfield se encuentra ubicado en las coordenadas 38°26′38″N 86°30′46″O / 38.44389, -86.51278. Según la Oficina del Censo de los Estados Unidos, el municipio tiene una superficie total de 111.73 km², de la cual 106,75 km² corresponden a tierra firme y (4,46 %) 4,98 km² es agua.

## Demografía
Según el censo de 2010, había 730 personas residiendo en el municipio de Greenfield. La densidad de población era de 6,53 hab./km². De los 730 habitantes, el municipio de Greenfield estaba compuesto por el 98,08 % blancos, el 0,68 % eran afroamericanos, el 0,27 % eran amerindios, el 0,14 % eran asiáticos, el 0,14 % eran de otras razas y el 0,68 % eran de una mezcla de razas. Del total de la población el 0 % eran hispanos o latinos de cualquier raza.